# Trstín

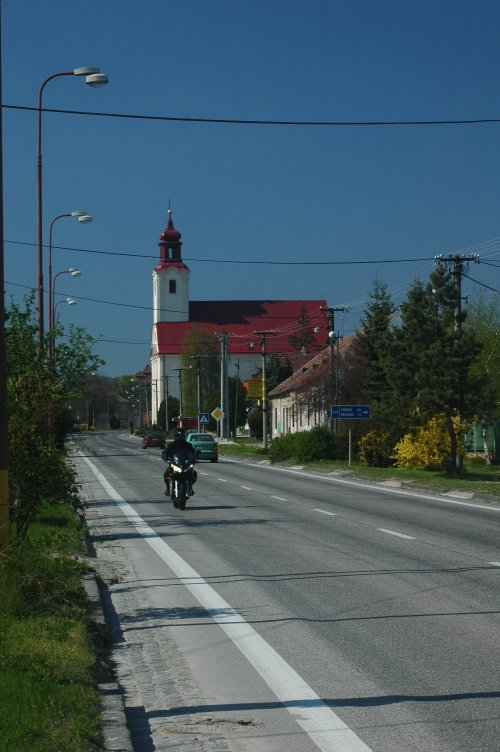
Trstín

Trstín (Hongaars: Pozsonynádas) is een Slowaakse gemeente in de regio Trnava, en maakt deel uit van het district Trnava.
Trstín telt 1.333 inwoners.